# Hemerobiella oswaldi
Hemerobiella oswaldi is een insect uit de familie van de bruine gaasvliegen (Hemerobiidae), die tot de orde netvleugeligen (Neuroptera) behoort. 
Hemerobiella oswaldi is voor het eerst wetenschappelijk beschreven door Monserrat in 1998.